# Ludwig Christian von Koch
Ludwig Christian Ritter von Koch (* 22. September 1778 in Kusel; † 11. April 1855 in Zweibrücken) war ein bayerischer Gerichtspräsident und Reichsrat.

## Werdegang
Koch war der Sohn des zweibrückischen Kirchenschaffners und später französischen Notars Carl Heinrich Koch (1737–1813) und der Forstmeisterstochter Susanne Rettig († 1809). Er hatte elf Geschwister. Sein Zwillingsbruder war der Forstmann und Zoologe Carl Ludwig Koch († 1857), ein älterer Bruder der Botaniker und Mediziner Wilhelm Daniel Joseph Koch (1771–1849).
Koch wurde 1798 Commis principal bei der Munizipalverwaltung des Kantons Kaiserslautern. Im folgenden Jahr wurde er dort Untergerichtsschreiber beim Tribunal und 1812 Staatsprocurator-Substitut in Zweibrücken. Zum Staatsprocurator wurde Koch zwei Jahre später befördert. Im August 1815 wechselte er als General-Advokat an den Appellhof in Kaiserslautern. Im Jahr 1821 erhielt Koch seine Ernennung zum Generalprocurator des Rheinkreises in Zweibrücken. Im April 1824 wurde er Staatsrat in München, bis er im Januar 1828 als Generalprocurator zurückkehrt. Koch wurde im März 1832 Appellationsgerichtspräsident in Zweibrücken und ging im Mai 1846 in Ruhestand.
Ludwig Christian Koch erhielt am 6. August 1822 das Ritterkreuz des Bayerischen Verdienstordens vom Heiligen Michael und wurde am 16. März 1828 zum Reichsrat auf Lebenszeit berufen. Der Kammer der Reichsräte des Bayerischen Ständeversammlung gehörte er bis 1831 an.